# Takeo Yoshikawa
Takeo Yoshikawa (吉川 猛夫, Yoshikawa Takeo, * 7. März 1912 in Matsuyama; † 20. Februar 1993) war ein japanischer Spion auf Hawaii vor dem Angriff auf Pearl Harbor am 7. Dezember 1941.

## Frühere Karriere
Yoshikawa, der 1933 die Kaiserlich Japanische Marineakademie in Etajima als Jahrgangsbester abschloss, diente kurzzeitig auf dem Panzerkreuzer Asama und auf U-Booten. Er hatte Ende 1934 eine Ausbildung zum Marineflieger begonnen, als ihn ein schweres Magenleiden daran hinderte, seine Ausbildung zu beenden. Daraufhin wurde er 1936 aus der Kaiserlich Japanischen Marine entlassen. Infolgedessen dachte er kurzzeitig an Selbstmord.
Ein Jahr später begann er eine Karriere im Marine-Nachrichtendienst und wurde dem Hauptquartier der Marine in Tokio zugeteilt. Er wurde zu einem Experten für die US-Marine und studierte jede Quelle, die er in die Finger bekam. Während seines Nachrichtendienstes fing er einen Kurzwellen-Funkspruch in einfachem Englisch ab, der besagte, dass 17 Truppentransporte auf dem Weg nach England waren, nachdem sie den Hafen von Freetown, Sierra Leone, verlassen hatten. Er leitete diese Information an die deutsche Botschaft weiter, woraufhin viele der Schiffe zerstört wurden.[unzuverlässige Quelle?]. Yoshikawa erhielt daraufhin ein persönliches Dankesschreiben von Adolf Hitler. 1940 wurde er Junior-Diplomat, nachdem er die Englischprüfungen des Außenministeriums bestanden hatte.

## Spion in Hawaii
Aufgrund seiner Kenntnisse über die US-Marine wurde Yoshikawa als Vizekonsul Tadashi Morimura (森村 正 Morimura Tadashi) nach Hawaii geschickt, wo er am 27. März 1941 zusammen mit Nagao Kita (喜多 長雄 Kita Nagao), dem neuen japanischen Generalkonsul, an Bord des Linienschiffs Nitta Maru ankam. Er mietete eine Wohnung im zweiten Stock mit Blick auf Pearl Harbor und wanderte oft auf der Insel Oahu umher, um sich Notizen über die Bewegungen der Flotte und die Sicherheitsmaßnahmen zu machen. Er mietete kleine Flugzeuge auf dem John Rodgers Airport und flog herum, um die US-Einrichtungen zu beobachten; er tauchte auch unter dem Hafen und benutzte dabei ein hohles Schilfrohr als Atemgerät. Er sammelte Informationen, indem er den hafeneigenen Schlepper der Marine nahm und den Klatsch und Tratsch der Einheimischen belauschte. Er arbeitete eng mit dem deutschen Abwehragenten Bernard Kuehn zusammen, ebenso wie mit einem anderen ehemaligen Etajima-Absolventen, Kokichi Seki (関 興吉 Seki Kō'kichi), einem ungeschulten Spion, der als Schatzmeister des Konsulats fungierte.
Nach Angaben von Yoshikawa lebten zu dieser Zeit zwar etwa 160.000 Menschen japanischer Abstammung auf Hawaii, doch habe er nie versucht, diese Ressource für seine Spionagetätigkeit zu nutzen. Er und Seki waren sich einig, dass Hawaii angesichts der großen japanischen Bevölkerung zwar der „einfachste Ort“ für eine solche Arbeit sein sollte, aber beide betrachteten die Einheimischen mit Verachtung. „Männer mit Einfluss und Charakter, die mich bei meiner geheimen Mission hätten unterstützen können, waren einhellig unkooperativ ....“.
Obwohl er keine Kenntnis von einem geplanten Angriff auf den Marinestützpunkt Pearl Harbor hatte, ging Yoshikawa davon aus, dass die Geheimdienstinformationen dazu beitragen würden, sich auf eine solche Eventualität vorzubereiten, und arbeitete unermüdlich in diesem Sinne. Seine Berichte wurden vom japanischen Konsulat im PURPLE-Code an das Außenministerium übermittelt, das sie an die Marine weiterleitete. Obwohl der Code von alliierten Codebrechern geknackt worden war und Nachrichten von und nach Tokio abgefangen und entschlüsselt wurden, wurde die Kommunikation zwischen Tokio und dem Konsulat als wenig prioritär eingestuft, da sie so viele Nachrichten enthielt, die ausschließlich kommerzieller Natur waren. Eine solche Nachricht, die am 24. September 1941 an Kita (aber eigentlich an Yoshikawa) gerichtet war, hätte jedoch mehr Beachtung finden müssen. Darin wurde Pearl Harbor in fünf verschiedene Zonen unterteilt und darum gebeten, die Position und die Anzahl der Kriegsschiffe auf einem „Plan“ (d. h. einem Raster) des Hafens anzugeben. Aufgrund von Verzögerungen, die durch Personalmangel und andere Prioritäten verursacht wurden, wurde die Nachricht jedoch erst Mitte Oktober entschlüsselt und verbreitet und dann als unwichtig abgetan. Die Berichte, die er auf der Grundlage dieses Ersuchens zweimal wöchentlich übermittelte, ermöglichten es Admiral Isoroku Yamamoto jedoch, seinen Angriffsplan fertigzustellen.
Als er im Kurzwellenradio den Code „Ostwind, Regen“ hörte, der die Nachricht aus Tokio überbrachte, dass ein Angriff auf die Vereinigten Staaten stattfinden sollte, vernichtete Yoshikawa alle Beweise für seine Aktivitäten. Als das FBI ihn am Tag des Angriffs aufgriff, gab es keine belastenden Beweise für seine Spionagetätigkeit. Er kehrte schließlich im August 1942 im Rahmen eines diplomatischen Gefangenenaustauschs nach Japan zurück. Lange Zeit war nicht bekannt, dass er der wichtigste japanische Agent auf Hawaii war.

## Rückkehr nach Japan und späteres Leben
Für den Rest des Krieges arbeitete Yoshikawa weiter für den Marinegeheimdienst. Als der Krieg endete und Japan von den US-Streitkräften besetzt wurde, tauchte er (als buddhistischer Mönch verkleidet) unter, da er befürchtete, wegen seiner Rolle beim Angriff auf Pearl Harbor strafrechtlich verfolgt zu werden. Nach dem Ende der Besatzung kehrte er zu seiner Frau zurück (die er kurz nach seiner Rückkehr aus den USA heiratete).
Yoshikawa erhielt nie eine offizielle Anerkennung für seine Dienste während des Krieges. Im Jahr 1955 eröffnete er ein Süßwarengeschäft, das jedoch scheiterte, als sich seine Rolle im Krieg herumsprach. Die Einheimischen machten Yoshikawa für den Krieg verantwortlich. „Sie gaben mir sogar die Schuld an der Atombombe“, erklärte er in einem Interview. Der mittellose und arbeitslose Yoshikawa wurde für den Rest seines Lebens von seiner Frau unterstützt, die als Versicherungskauffrau arbeitete. „Allein meine Frau zollt mir großen Respekt“, sagte der alte Ex-Spion. „Jeden Tag verneigt sie sich vor mir. Sie weiß, dass ich ein Mann der Geschichte bin.“ Er starb in einem Pflegeheim.
Im Laufe der Jahre wurden die geheimnisvollen Spione von Pearl Harbor in den Geschichtsbüchern immer nur am Rande erwähnt. Während der Fall Yoshikawa dazu benutzt wurde, die Entscheidung zur Internierung der japanischen Amerikaner rückwirkend zu rechtfertigen, behauptete er, dass er der japanisch-amerikanischen Gemeinschaft misstraute und dass diese loyaler gegenüber Amerika als gegenüber Japan war.